# Stenelmis vittipennis
Stenelmis vittipennis là một loài bọ cánh cứng trong họ Elmidae. Loài này được Zimmerman miêu tả khoa học năm 1869.